# Tempietto longobardo
Il cosiddetto Tempietto longobardo (noto come oratorio di Santa Maria in Valle) si trova a Cividale del Friuli (Borgo Brossana), in provincia di Udine. Collocato all'interno del monastero delle Orsoline, precedentemente occupato dalle Benedettine, e dal cui chiostro vi si può accedere attraverso un antico portone ligneo, si tratta della più importante e meglio conservata testimonianza architettonica dell'epoca longobarda ed è particolarmente rilevante perché segna la convivenza di motivi architettonici prettamente longobardi (nei Fregi, per esempio) con una ripresa dei modelli classici, creando una sorta di continuità aulica ininterrotta tra l'arte romana, l'arte longobarda e l'arte carolingia (nei cui cantieri lavorarono spesso maestranze longobarde, come a Brescia) e ottoniana. Fa parte del sito seriale "Longobardi in Italia: i luoghi del potere", comprendente sette luoghi densi di testimonianze architettoniche, pittoriche e scultoree dell'arte longobarda, iscritto alla Lista dei patrimoni dell'umanità dell'UNESCO nel giugno 2011.

## Storia
Fu edificato verso la metà dell'VIII secolo come cappella del monastero, nel luogo in cui un tempo sorgeva la gastaldia (o gastaldaga, o gastalderia), ovvero il palazzo del gastaldo, signore della città; si trattava quindi di una cappella palatina. L'iniziativa si deve probabilmente ad Astolfo, duca del Friuli dal 744 al 749 e re dei Longobardi dal 749 al 756, e a sua moglie Giseltrude.
Quando la gastaldia venne trasformata nel complesso del monastero di Santa Maria in Valle nel VII secolo, sorto per le monache benedettine, esso ingloba la chiesa di San Giovanni in Valle ed il tempietto che assunse la nuova denominazione mariana. Secondo alcuni documenti del IX-X secolo, la corte occupava l'area nella quale ora si trova l'ex convento delle madri orsoline e comprendeva edifici quali la gastaldia, sede del governo longobardo, la residenza del duca e il tempietto che era la cappella di corte. Gli scavi archeologici effettuati all’interno dell’edificio e nelle sue vicinanze hanno evidenziato la presenza di strutture risalenti all’età tardo-romana e al primo Cristianesimo, successivamente sovrapposte da costruzioni di epoca altomedioevali.

## Architettura
L'esterno è molto sobrio e non ci fa intuire la meraviglia che si nasconde all'interno. È composto da un'aula a base quadrata con una spaziosa volta a crociera, che si chiude con un presbiterio, più basso, diviso da coppie di colonne in un loggiato a tre campate con volte a botte parallele. Il lato ovest era l'antica parete d'ingresso e su questo lato rimangono ancora cospicui resti di una straordinaria decorazione a stucchi e ad affresco. L'abside era anticamente decorata a mosaico, ma oggi non ne resta traccia.
Attualmente al Tempietto si accede dall'ingresso all'ex monastero (ora divenuto di proprietà comunale) e vi si esce attraverso una passerella a strapiombo sul Natisone, non esistente in origine, che conduce all'uscita attraverso la sagrestia e a un ingresso secondario ricavato nella parete del presbiterio. La cappella è formata da un alto volume centrale che costituisce l'aula, sulla cui parete di fondo vi è il portale di facciata riccamente ornato, ora chiuso e comunicante con il convento; qui si trova la cantoria in legno risalente al Quattrocento. Il presbiterio è suddiviso da quattro colonne binate e da due pilastri rettangolari, che scandiscono tre vani con volta a botte, ed è separato dall'aula dal parapetto dell'iconostasi.

## Gli stucchi

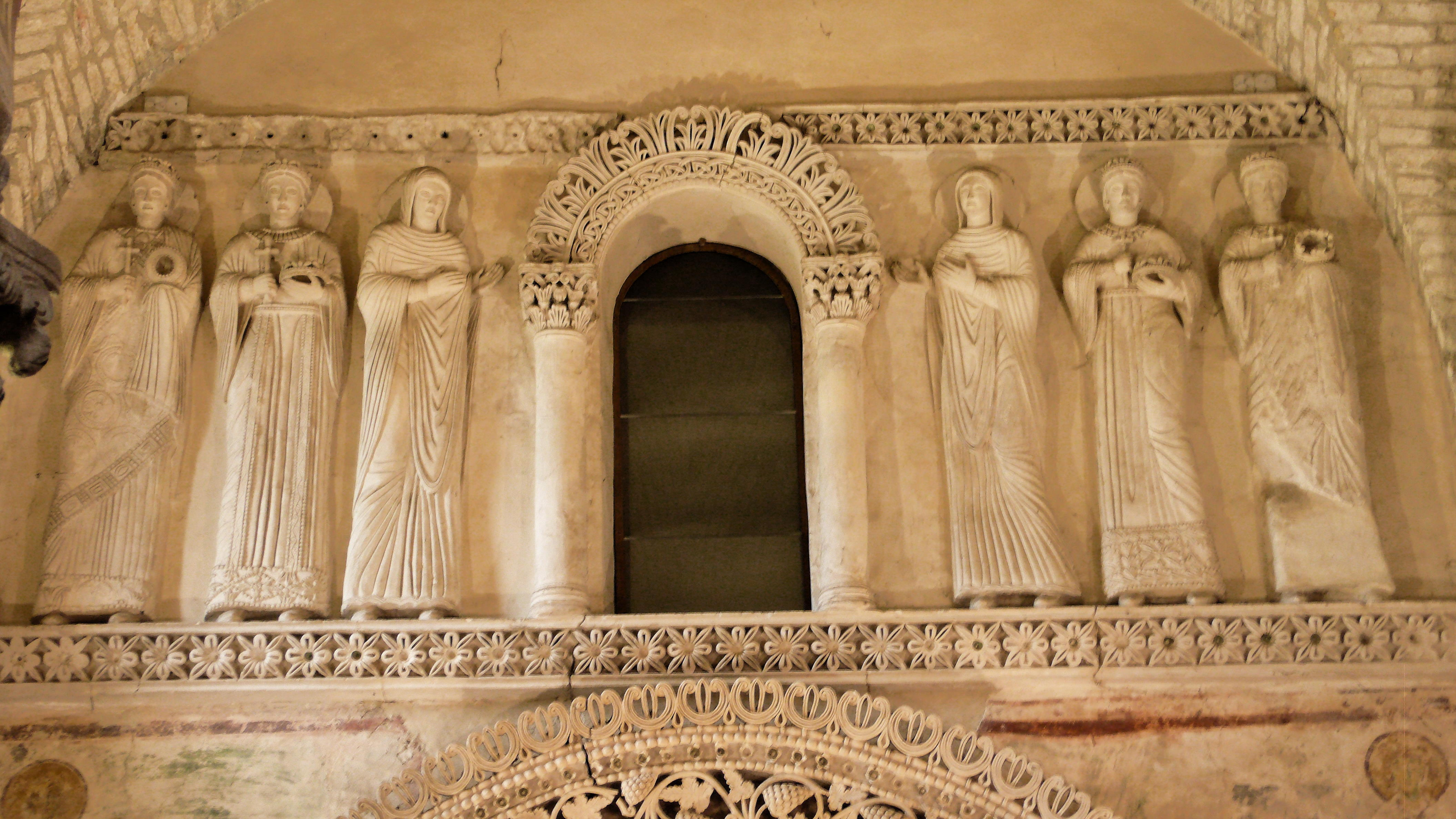
Figure di Sante in stucco

La lunetta della porta è incorniciata tra intrecci di vitigni con grappoli. Al centro è raffigurato Cristo tra gli Arcangeli Michele e Gabriele, mentre nello stesso registro si trova una fascia affrescata con Martiri. Sopra la lunetta del portale si sviluppa un elaborato fregio di viticci, realizzato a giorno, incorniciato da rosette entro cui erano sistemate perle vitree.
La parte più interessante è comunque il fregio al livello superiore, liberamente sovrapposto agli elementi architettonici dell'edificio come le finestre. Qui si trovano sei figure a rilievo di Sante, in stucco, eccezionalmente ben conservate: le loro monumentali figure sono da collegare ai modelli classici, riletti secondo la cultura longobarda. I panneggi delle vesti riccamente decorate hanno un andamento accentuatamente rettilineo, che ricorda i modelli bizantini, dai quali però le Sante si distaccano per il maggior senso del volume e per il verticalismo, ulteriormente marcato dalla lunghezza delle pieghe delle tuniche.
La decorazione a stucco è rimasta incompiuta sulle pareti laterali ed era in origine parzialmente colorata. La cappella è ornata da alcuni cicli di affreschi realizzati in epoche diverse: se ne conservano frammenti staccati anche nella sagrestia e nel museo cristiano del Duomo.

## Galleria d'immagini

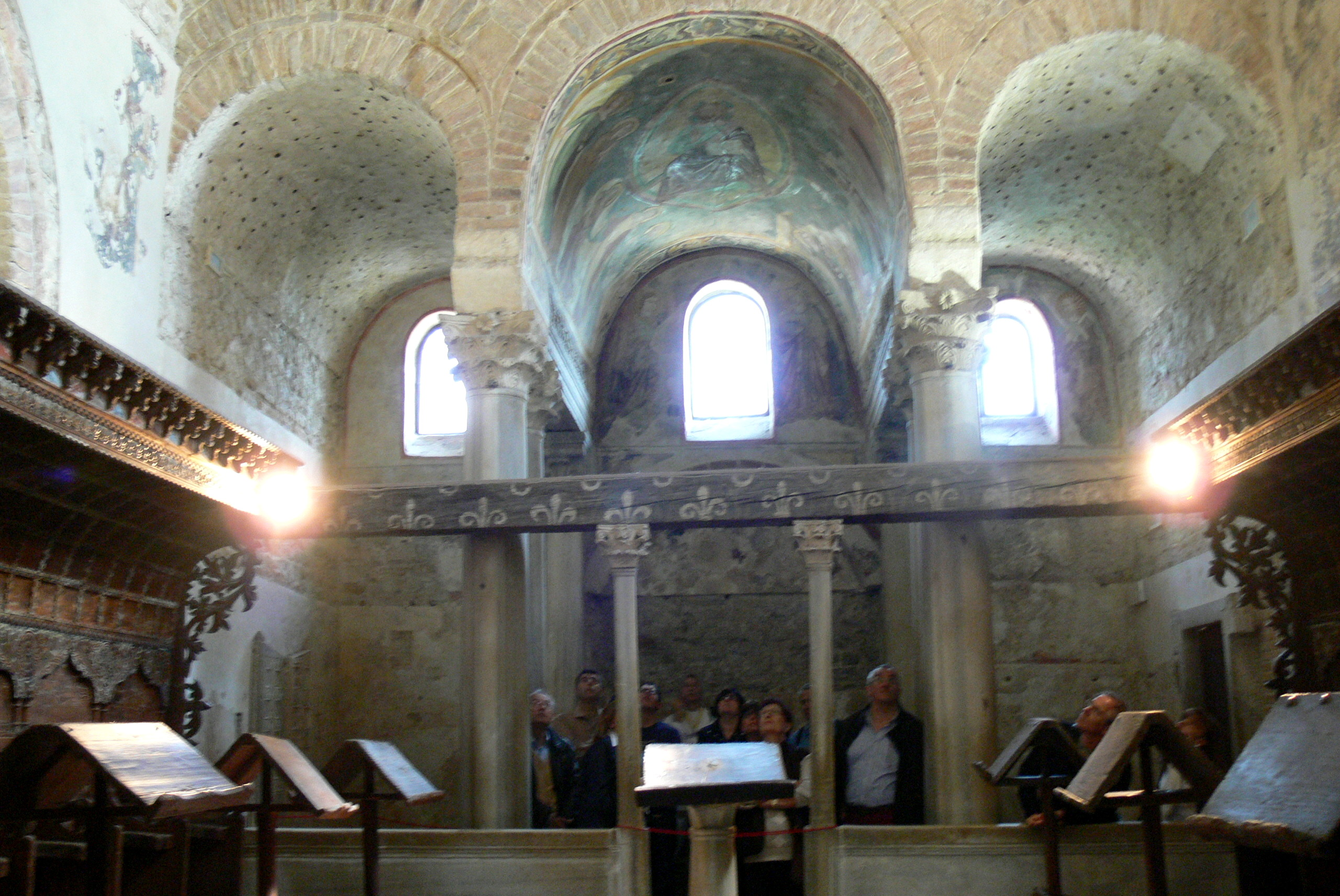
Presbiterio
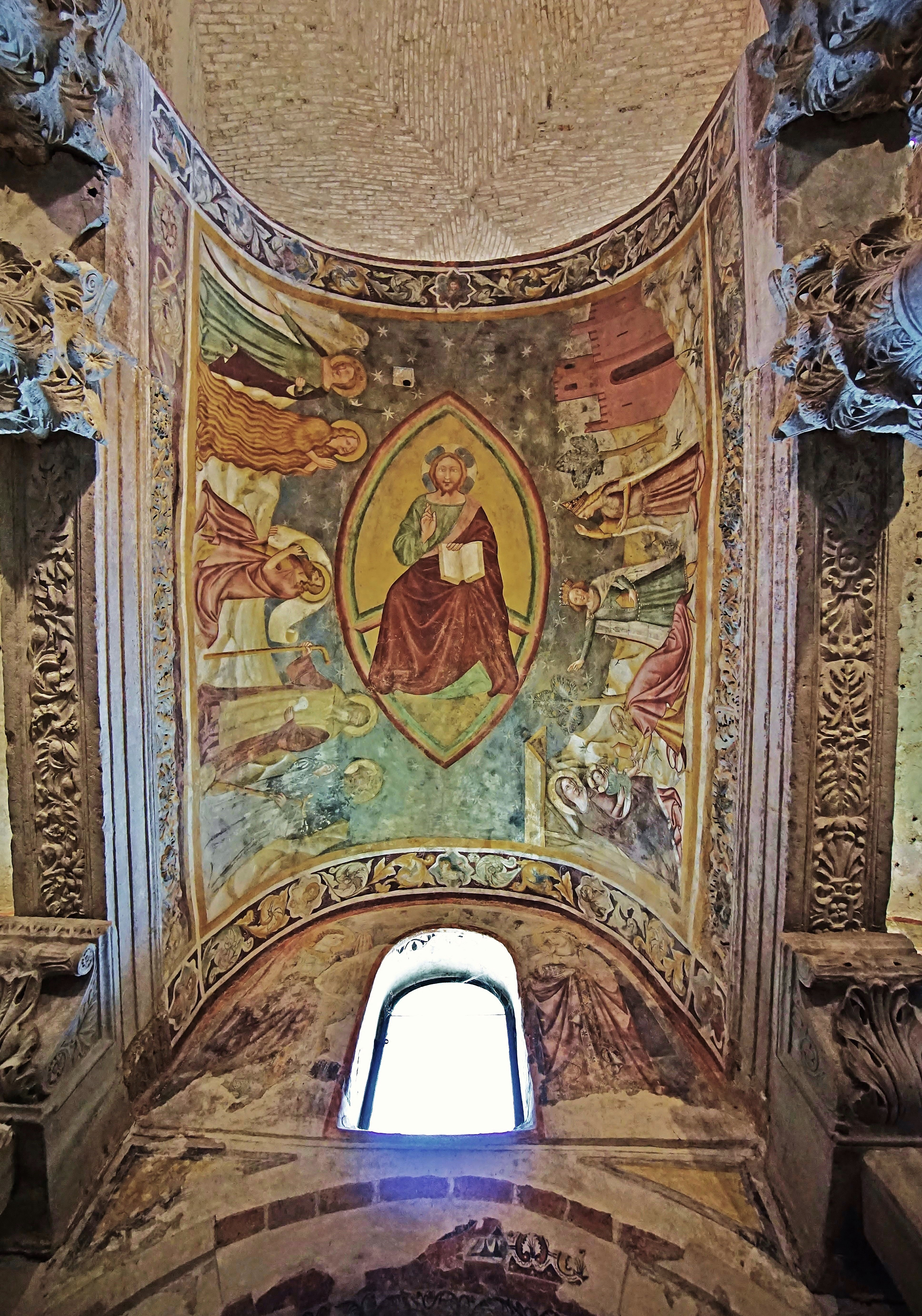
Volta del presbiterio
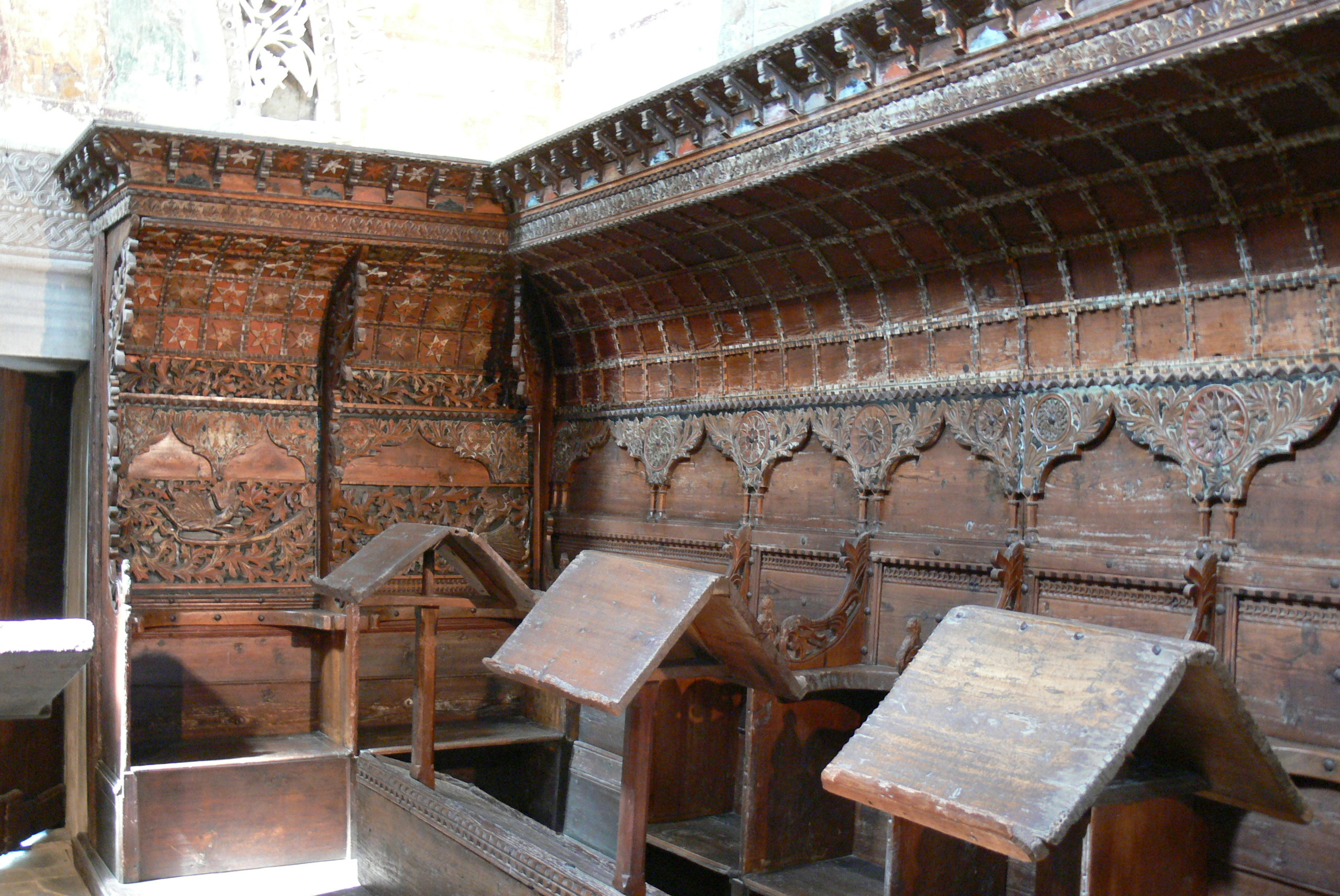
Stalli del coro
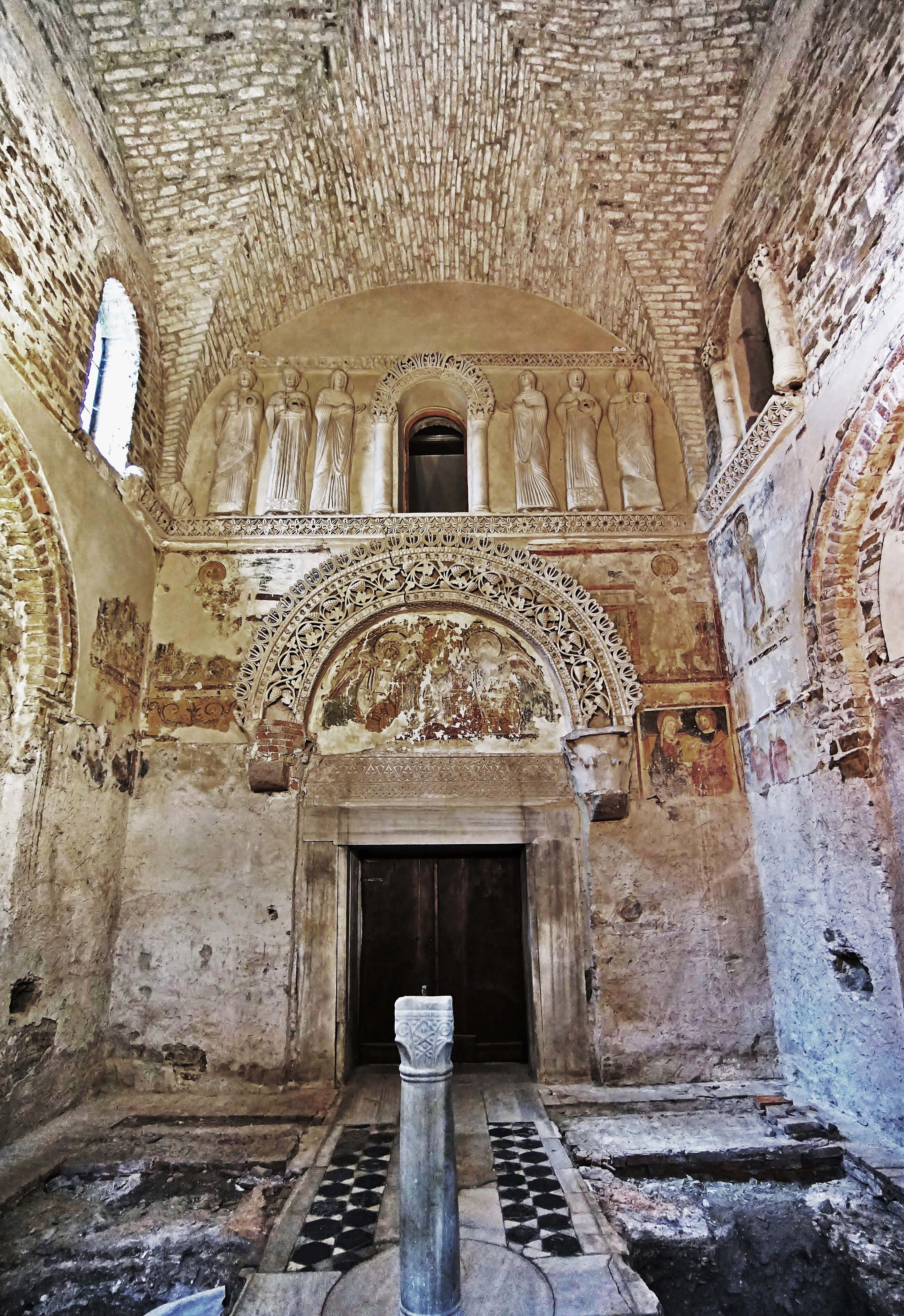
L'interno senza gli stalli del coro
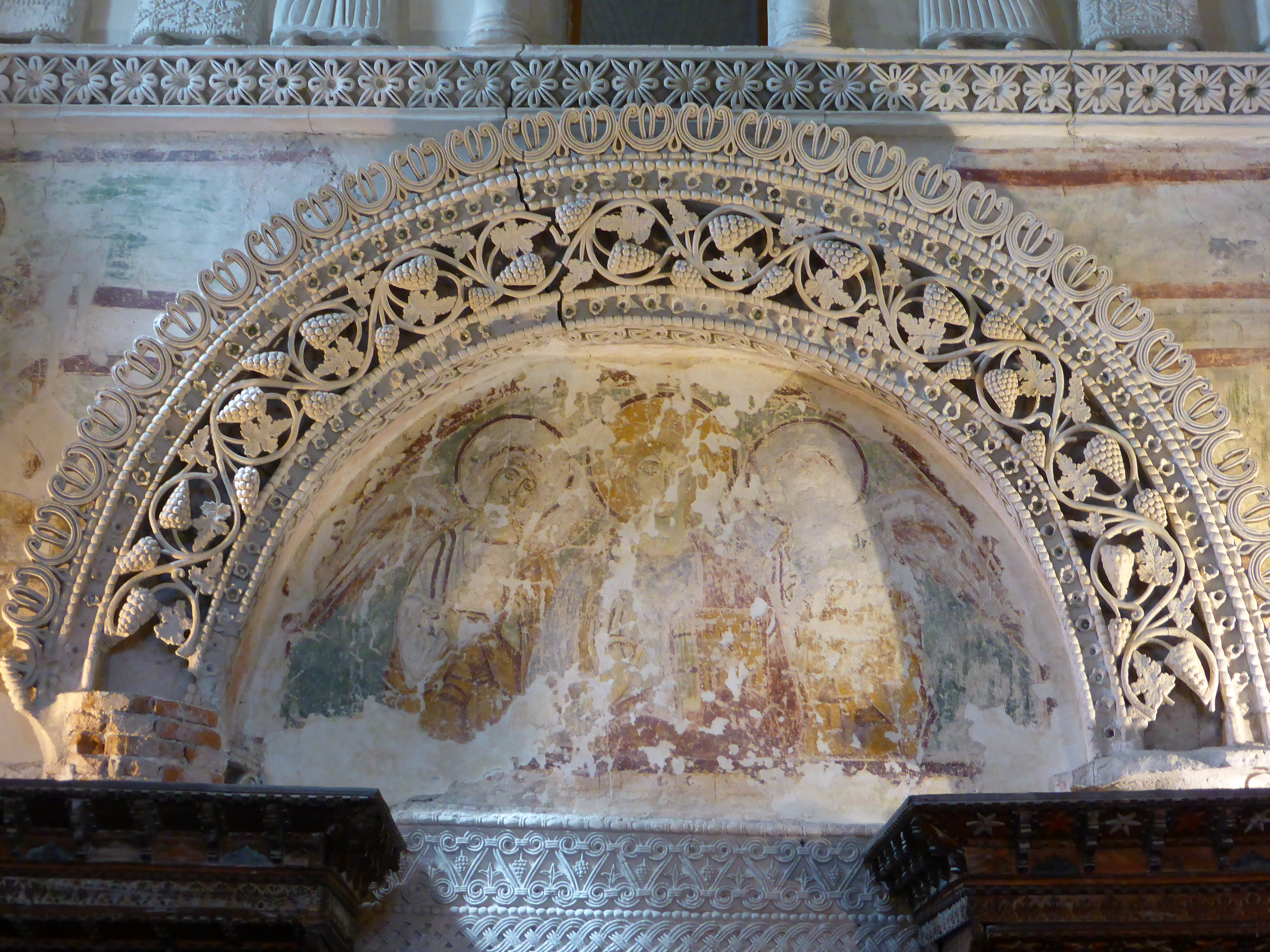
Lunetta
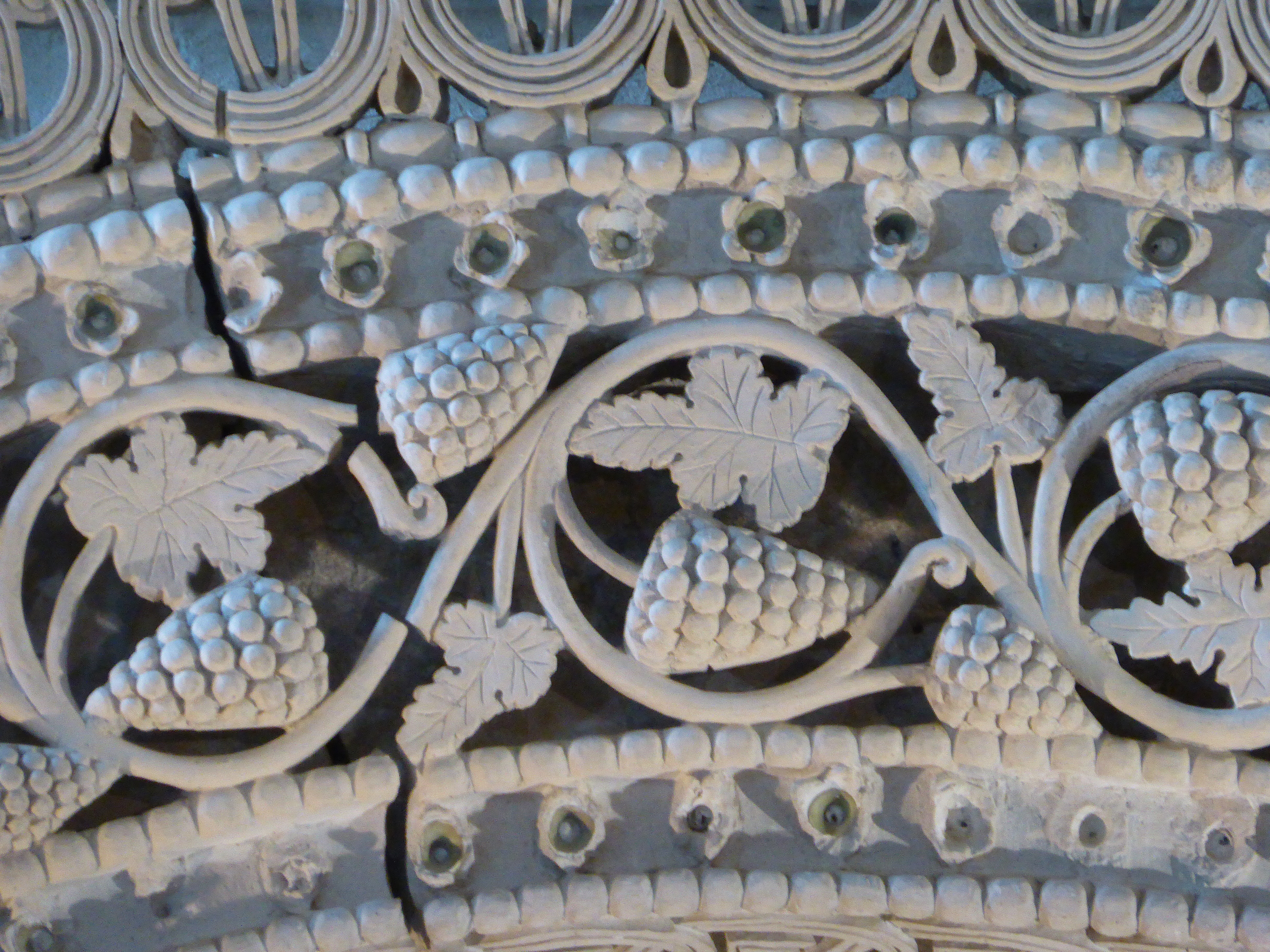
Particolare della lunetta
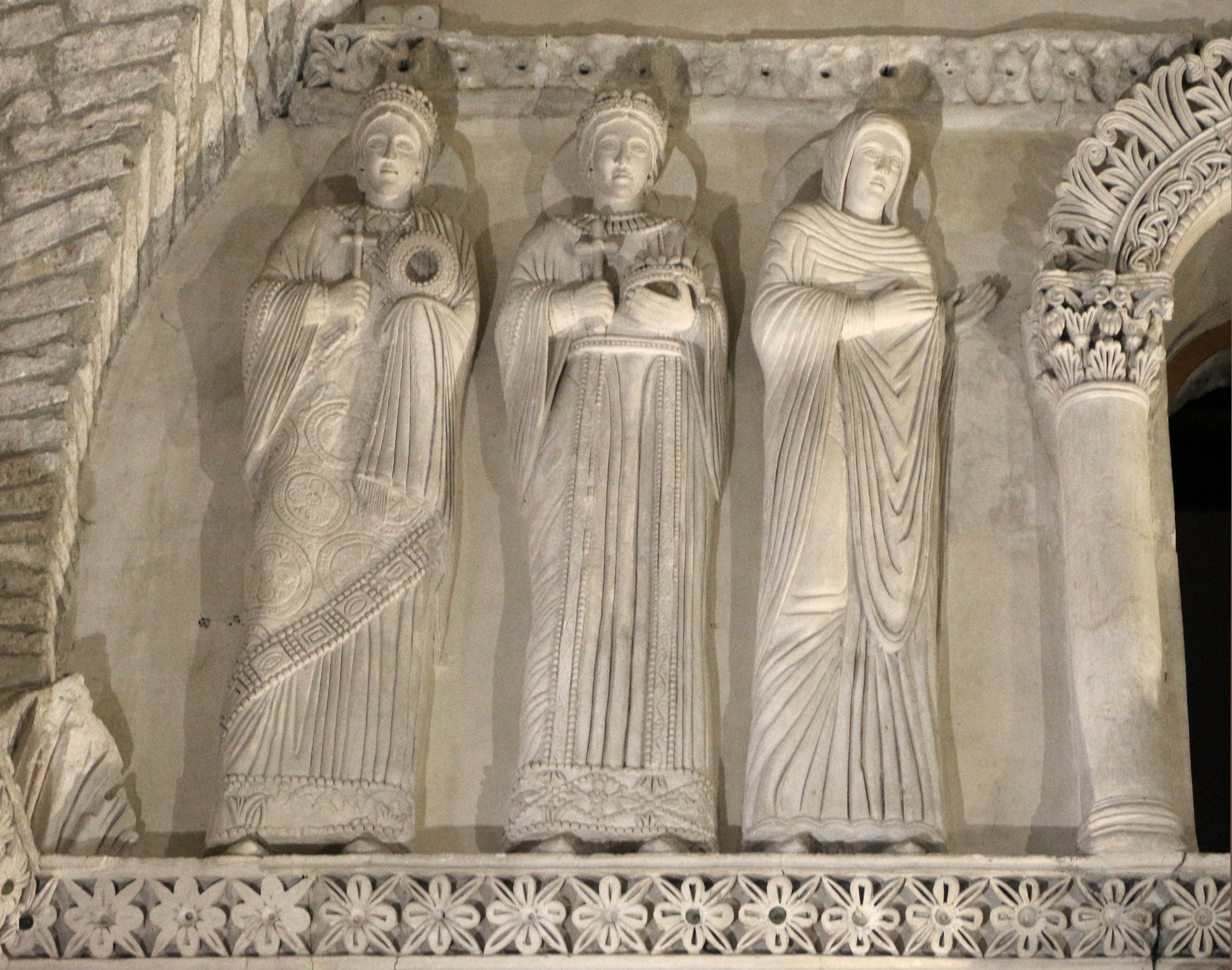
Sante di sinistra
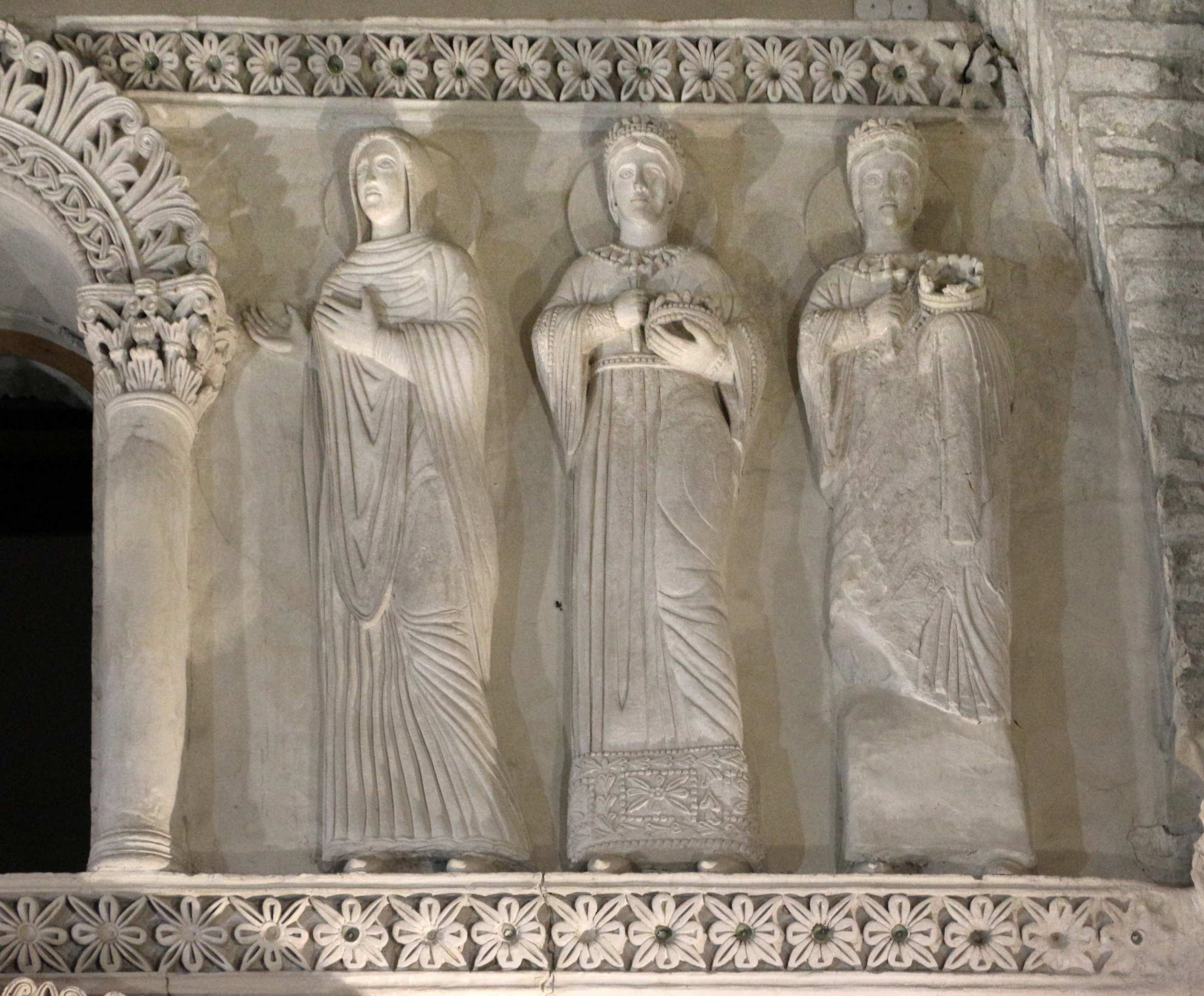
Sante di destra